# عصية لبنية
العصية اللبنية أو المُلَبِّنَة هي جنس من البكتيريا موجبة غرام اللاهوائية الاختيارية عصوية الشكل. وهي نوع رئيسي في مجموعة بكتيريا حمض اللبن. في الإنسان تعد جزئا من مجهريات البقعة المهبلية (البكتيريا الطبيعية التي تعيش في المهبل ولا تسبب ضررا للأنثى). العديد من الأنواع في هذا الجنس تم تحديد تسلسل جينوماتها.